# ريد أورباخ
أرنولد جاكوب "أورباخ (20 سبتمبر 1917 - 28 أكتوبر 2006) مدرب كرة سلة أمريكي محترف ومدير تنفيذي. عمل كمدرب رئيسي في الرابطة الوطنية لكرة السلة (NBA) وعلى الأخص مع فريق بوسطن سيلتيكس. كما كان المدير الفني لمبنى الكابيتول بواشنطن وتري سيتيز بلاك هوك. كمدرب سجل أورباخ أرقامًا قياسية في الدوري الاميركي للمحترفين مع 938 فوزًا وتسع بطولات.  بعد تقاعده كمدرب عام 1966 شغل منصب الرئيس والمدير التنفيذي في المكتب الأمامي لسلتيكس حتى وفاته. بصفته المدير العام ورئيس فريق سلتكس فاز بسبعة ألقاب إضافية في الدوري الاميركي للمحترفين ليصبح المجموع الكلي 16 في فترة 29 عامًا وجعله أحد أنجح مسؤولي الفريق في تاريخ الرياضات الاحترافية في أمريكا الشمالية.
يُذكر أورباخ كرائد في كرة السلة الحديثة حيث أعاد تعريف كرة السلة على أنها لعبة يهيمن عليها اللعب الجماعي والدفاع ولإدخال الفاصل السريع كسلاح هجومي قوي. قام بإعداد العديد من اللاعبين الذين انضموا إلى قاعة مشاهير كرة السلة. بالإضافة إلى ذلك كان أورباخ حيويًا في كسر حواجز الألوان في الدوري الاميركي للمحترفين. لقد صنع التاريخ من خلال صياغة أول لاعب من أصل أفريقي في الدوري الاميركي للمحترفين تشاك كوبر في عام 1950 وقدم أول أمريكي من أصل أفريقي يبدأ من خمسة في عام 1964  وعين بيل راسل كأول مدرب أمريكي من أصل أفريقي في رياضة أمريكا الشمالية في عام 1966. اشتهر بطبيعته الاستقطابية وكان معروفًا جيدًا بتدخين السيجار عندما اعتقد أن النصر مضمون وهي عادة أصبحت بالنسبة للكثيرين «الرمز النهائي للنصر» خلال فترة ولايته في بوسطن. 
في عام 1967 تم تسمية جائزة أفضل مدرب في الدوري الاميركي للمحترفين والتي فاز بها في عام 1965 «كأس أورباخ الأحمر» وتم إدخال أورباخ في قاعة مشاهير كرة السلة في عام 1969. في عام 1970 تم تعيين أورباخ رئيسًا لبوسطن سلتكس وتولى الرئاسة لأول مرة من 1970-1997. في عام 2001 بعد أن أمضى 4 سنوات كنائب لرئيس الفريق عاد إلى منصب رئيس الفريق وخدم بهذه الصفة حتى وفاته في عام 2006. في عام 1980 حصل على لقب أعظم مدرب في تاريخ الدوري الاميركي للمحترفين من قبل رابطة الكتاب المحترفين لكرة السلة الأمريكية، وكان أفضل مدير تنفيذي في الدوري الاميركي للمحترفين في العام 1980. بالإضافة إلى ذلك تم التصويت على أورباخ كأحد أفضل 10 مدربين في الدوري الاميركي للمحترفين في التاريخ وتم إدخاله في قاعة مشاهير الرياضة اليهودية الوطنية وتم تكريمه بالقميص المتقاعد رقم 2 في تي جي جادرن موطن فريق بوسطن سيلتيكس.

## الحياة المُبكّرة
كان أرنولد جاكوب أورباخ أحد أطفال ماري وهيمان أورباخ الأربعة. كان هايمان مهاجرًا روسيًا يهوديًا من مينسك روسيا وماري أورباخ ني تومسون ولدت في أمريكا. كان أورباخ الأب قد غادر روسيا عندما كان في الثالثة عشرة من عمره، وكان الزوجان يمتلكان متجرًا لبيع الأطعمة المعلبة وذهبا لاحقًا إلى أعمال التنظيف الجاف. أمضى أورباخ طفولته بأكملها في ويليامزبرج بروكلين يلعب كرة السلة. بشعره الأحمر المتوهج ومزاجه الناري سرعان ما لُقّب أورباخ «بالأحمر».
في خضم الكساد الكبير لعب أورباخ كرة السلة كحارس في بي إس 122 وفي مدرسة المنطقة الشرقية الثانوية  حيث تم تسميته «الفريق الثاني في كل بروكلين» من قبل وورلد تيليجرام في سنته الأخيرة. بعد موسم في كلية سيث لو جونيور تلقى أورباخ منحة دراسية رياضية لبرنامج كرة السلة الخاص ببيل راينهارت في جامعة جورج واشنطن في واشنطن العاصمة، كان أورباخ لاعب كرة سلة متميزًا وتخرج بدرجة الماجستير في عام 1941. في تلك السنوات بدأ أورباخ في فهم أهمية الاستراحة السريعة مقدراً مدى قوة المهاجمين الثلاثة ضد اثنين من المدافعين عن الدواسة الخلفية.

## سنوات التدريب الأولى (1940-1950)
في عام 1940 بدأ أورباخ تدريب كرة السلة في مدرسة سانت ألبانز ومدرسة روزفلت الثانوية في واشنطن العاصمة  ثلاث سنوات انضم إلى البحرية الأمريكية لمدة ثلاث سنوات حيث عمل على تدريب فريق كرة السلة التابع للبحرية في نورفولك. هناك لفت انتباه المليونير في واشنطن مايك أولين الذي عينه لتدريب الكابيتول في واشنطن في اتحاد كرة السلة الأمريكي الذي تأسس حديثًا (BAA) وهو سلف الدوري الاميركي للمحترفين.
في موسم 1946-47 قاد أورباخ فريقًا سريع التوجه نحو الانهيار تم إنشاؤه حول النجم بونز ماكيني والعديد من اللاعبين السابقين في البحرية إلى 49-11 سجل فوز وخسارة بما في ذلك 17 لعبة متتالية متتالية احتفظ برقم قياسي في الدوري لموسم واحد حتى عام 1969. لكن في التصفيات خسروا أمام شيكاغو ستاغز في ست مباريات.
في العام التالي ذهب إلى مبنى الكابيتول إلى 28-20، ولكن تم إقصاؤه من التصفيات في مباراة واحدة في الشعبة الغربية. في موسم 1948-49 فازت القبعات بأول 15 مباراة وأنهى الموسم عند 38-22. وصل الفريق في نهائيات ايه، ولكن تعرضوا للضرب من قبل مينيابوليس ليكرز الذين كانوا بقيادة قاعة شهرة من بين مركز جورج ميكان. في الموسم التالي اندمج اتحاد كرة السلة الأمريكي ودوري كرة السلة الوطني المنافس ليصبحا الدوري الاميركي للمحترفين وشعر أورباخ أنه يتعين عليه إعادة بناء فريقه. ومع ذلك رفض المالك يولين مقترحاته واستقال أورباخ..
بعد مغادرته مبنى الكابيتول أصبح أورباخ مساعدًا لمدرب فريق كرة السلة دوق بلو ديفلز، كان من المفترض أن يتولى أورباخ منصب المدرب جيري جيرارد الذي كان يكافح السرطان. خلال فترة عمله في دوك عمل أورباخ بانتظام مع دوق بلو ديفلز للرجال. كتب أورباخ لاحقًا أنه «شعر بالسوء في انتظار موت [جيرارد]» وأنه «لا توجد طريقة للحصول على وظيفة».
ترك أورباخ ديوك بعد بضعة أشهر عندما أعطاه بن كيرنر مالك أتلانتا هوكس الضوء الأخضر لإعادة بناء الفريق من الصفر. تداول أورباخ أكثر من عشرين لاعبًا في ستة أسابيع فقط وتحسن فريق بلاك هوكس الذي تم تجديده لكنه أنهى موسم 1949-50 في الدوري الاميركي للمحترفين بسجل خاسر قدره 28-29. عندما استبدل كيرنر لاعب أورباخ المفضل جون مانكين استقال أورباخ الغاضب مرة أخرى.
في عام 1950 أيضًا تولى أورباخ منصب المدير الرياضي لفندق كاتشرز في كاتسكيلس نيويورك. كان كاتشر مركزًا لدوري كرة السلة الصيفي وسيشارك لاعبون من منطقة مدينة نيويورك ويلعبون في أحد النوادي والفنادق المحلية العديدة.

## بوسطن سيلتكس (1950-2006)

### السنوات الأولى (1950–56)
قبل موسم 1950-51 في الدوري الاميركي للمحترفين كان والتر براون مالك فريق بوسطن سلتكس يائسًا من تغيير امتيازه المتعثر والمضيق مالياً والذي كان يترنح من الرقم القياسي 22-46. قال براون بصراحة مميزة أمام مجموعة من الكتاب الرياضيين المحليين في بوسطن «يا أولاد لا أعرف أي شيء عن كرة السلة. من الذي تنصحني بتعيينه كمدرب؟» أجابت المجموعة بصوت عالٍ أنه حصل على أورباخ المتوفر مؤخرًا وامتثل براون. في مسودة الدوري الاميركي للمحترفين عام 1950 قام أورباخ ببعض التحركات الملحوظة. أولاً اشتهر بتجاهل حارس نيو إنجلاند بوب كوزي في مسودة الدوري الاميركي للمحترفين عام 1950 مما أثار حفيظة جمهور بوسطن. لقد جادل بأن كوسي المبهرج يفتقر إلى الاتزان اللازم لجعل فريقه ويصفه بـ «اليوكيل المحلي». ثانيًا قام بصياغة تشاك كوبر الأمريكي الأفريقي وهو أول لاعب أسود يتم تجنيده من قبل نادٍ في الدوري الاميركي للمحترفين. مع ذلك كسر أورباخ حاجز الألوان بشكل فعال في كرة السلة المحترفة.
في ذلك العام كان جوهر فريق سلتكس يتألف من مركز إد ماكولي وماكيني المفضل القديم لأورباخ وإضافة غير محتملة كوسي. رفض كوسي إبلاغ النادي الذي صاغه (والذي صادف أن يكون بلاك هاوكس نادي أورباخ القديم) ولأن فريقه التالي (شيكاغو ستايج) قد انسحب انتهى به الأمر مع فريق سلتيك. مع تكتيكات كسر سريع لأورباخ حقق سيلتيكس رقماً قياسياً 39-30 لكنه خسر في التصفيات في الدوري الاميركي للمحترفين عام 1951 أمام نيويورك نيكس. ومع ذلك تحسنت العلاقة بين أورباخ وكوسي عندما رأى المدرب أن هاري هوديني - كما كان يُطلق على اللاعب الرائع والممر اللامع كوسي - أصبح أول صانع ألعاب عظيم في الدوري الاميركي للمحترفين الوليدة.
في موسم الدوري الاميركي للمحترفين التالي 1951-52 قام أورباخ باختيار مسودة رائعة للحارس المستقبلي بيل شارمان. مع ماكولي الحاصل على نقاط عالية ونخبة الممر كوسي والمعجزة الجديدة شارمان كان لدى أورباخ نواة قدمت كرة سلة سريعة عالية الأوكتان. ومن اللاعبين البارزين الآخرين الذين انضموا إلى سلتكس المهاجمون فرانك رامزي وجيم لوسكوتوف. في السنوات التالية حتى عام 1956 كان سيلتكس سيخوض التصفيات كل عام لكنه لم يفز باللقب. في الواقع غالبًا ما كان فريق سيلتيكس يعاني من الاختناق في التصفيات حيث حقق 10-17 فقط في فترة ما بعد الموسم من عام 1951 حتى عام 1956. على حد تعبير كوزي: «سوف نتعب في النهاية ولن نتمكن من الحصول على الكرة.» نتيجة لذلك سعى أورباخ إلى رجل كبير دفاعي يمكنه الحصول على كرات مرتدة سهلة وبدء استراحات سريعة وإغلاق المباريات.

### السيطرة (1956-1966)

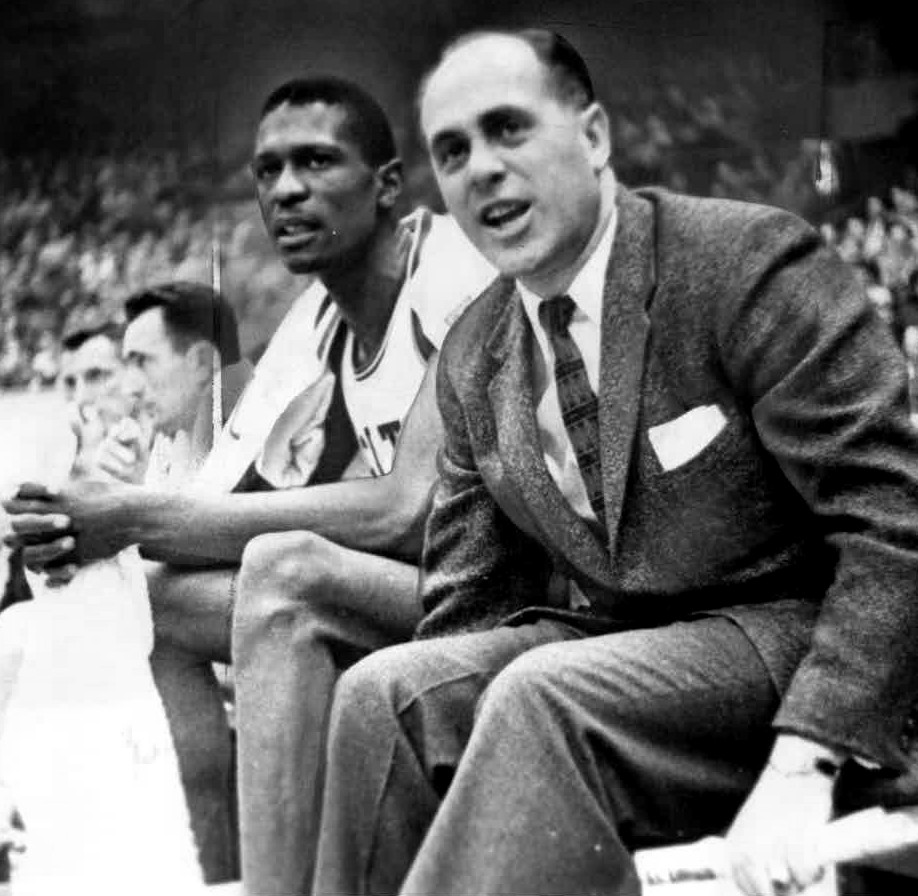
أورباخ جالسًا على مقاعد البدلاء بجوار المبتدئ بيل راسل خلال مباراة في حديقة بوسطن 26 ديسمبر 1956. يمكن رؤية بوب كوزي (أو كوسي) في الخلفية.

قبل مسودة الدوري الاميركي للمحترفين عام 1956 كان أورباخ قد وضع نصب عينيه بالفعل بيل راسل في مركز الارتداد الدفاعي. من خلال تجارة يوم السحب التي أرسلت ماكولي والصاعد كليف هاغان إلى المنافس سانت لويس هوكس (كان كيرنر قد نقل بلاك هوك إلى سانت لويس) حصل على مركز في راسل والذي سيصبح أحد أعظم كرة السلة لاعبين في كل العصور. في مشروع نفسه، اختار أورباخ يصل إلى الأمام توم هاينسون والحرس KC جونز أيضا اثنين من المستقبل قاعة من بين فمرس. بتأكيده على اللعب الجماعي بدلاً من الأداء الفردي والتأكيد على أن الدفاع كان أكثر أهمية من الهجوم قام أورباخ بتدريب لاعبيه على لعب دفاع قوي وفرض استدارة المنافسين للحصول على نقاط سهلة للكسر السريع. أشار المهاجم توم ساندرز إلى أن الفرق كانت أيضًا من بين أفضل الفرق تكيفًا وأصعبها.
قام فريق سلتيكس القوي الذي ثبتت قوته من قبل دفاعي قوي راسل بإجبار خصومهم على تسديد تسديدات منخفضة النسبة من مسافات بعيدة (لم يكن هناك قوس من ثلاث نقاط في ذلك الوقت)؛ وبعد ذلك في كثير من الأحيان أمسك يخطئ التي كتبها معمرة بطل انتعاش راسل، الذي بعد ذلك إما تمريرها إلى النخبة بسرعة كسر الموزع كوسي أو جعل منفذ يمر نفسه، وتوفير فرص الزملاء الركض من أجل سهولة الضربة القاضية أو رمية الكرة. أكد أورباخ أيضًا على الحاجة إلى لاعبين مثل فرانك رامزي وجون هافليتشيك اللذين أصبحا اثنين من أول سادس رجال شرعيين في تاريخ الدوري الاميركي للمحترفين، وهو الدور الذي لعبه لاحقًا دون نيلسون. أثبتت وصفة أورباخ أنها مدمرة للمعارضة. من عام 1957 إلى عام 1966 فاز فريق سيلتيكس بتسعة من عشرة بطولات الدوري الاميركي للمحترفين. وشمل ذلك ثماني بطولات متتالية - وهي أطول سلسلة متتالية من البطولات في رياضات أمريكا الشمالية - وستة انتصارات على لوس أنجلوس ليكرز أوف هول أوف فاميرز إلجين بايلور وجيري ويست في نهائيات الدوري الاميركي للمحترفين. كما حرمت هذه السلسلة المتتالية من التسجيل الدائم والبطل المرتد للبطل ويلت تشامبرلين لقبًا خلال فترة تدريب أورباخ.
انطلاقاً من تركيز أورباخ على العمل الجماعي فإن ما كان لافتًا للنظر أيضًا في فرقه هو أنه لم يبدوا أبدًا أن لديهم هدافًا مهيمنًا: في موسم 1960-61 في الدوري الاميركي للمحترفين على سبيل المثال كان لدى سلتكس ستة لاعبين سجلوا ما بين 15 و 21 نقطة في المباراة الواحدة. ولكن لم يكن أي منها في قائمة أفضل 10 نقاط. في عام 1964 أرسل أول لاعب في الدوري الاميركي للمحترفين مكون من خمسة لاعبين من أصل أفريقي وهم راسل وويلي نولز وتوم ساندرز وسام جونز وكي سي جونز. كان أورباخ يخطو خطوة إلى الأمام في موسم 1966-1967 عندما تنحى عن منصبه بعد فوزه بتسعة ألقاب في 11 عامًا وجعل بيل راسل لاعبًا ومدربًا. شاع أورباخ أيضًا تدخين سيجار النصر كلما كان يعتقد أن اللعبة قد تم تحديدها بالفعل وهي عادة أصبحت شبيهة بالعبادة في منطقة بوسطن. علاوة على ذلك بعد أن اكتسب سمعة كمنافس شرس غالبًا ما دخل في مشاجرات لفظية مع المسؤولين وتلقى المزيد من الغرامات وتم طرده أكثر من أي مدرب آخر في تاريخ الدوري الاميركي للمحترفين.

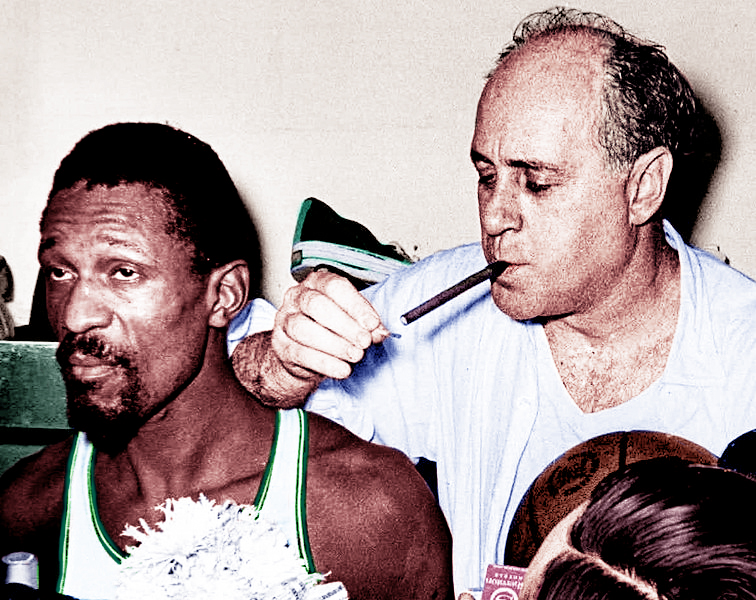
بيل راسل بعد مدربه ريد أورباخ بعد فوزه في نهائيات الدوري الاميركي للمحترفين عام 1966.

إجمالاً قام أورباخ بتدريب تسعة فرق بطولة الدوري الأمريكي لكرة السلة مباشرة وقام بتوجيه أربعة لاعبين - راسل شارمان هاينسون وكيه سي جونز - الذين سيواصلون الفوز بسبع بطولات تنس إضافية كمدربين (اثنان لكل من راسل وهاينسون وجونز جميعهم مع سلتكس وواحد لشارمان مع ليكرز). تم تجنيد ثلاثة عشر لاعبًا ممن لعبوا مع فريق أورباخ في قاعة مشاهير كرة السلة - ماكيولي رامزي كوزي شارمان هاينسون كلايد لوفيليت أرني ريزن آندي فيليب جون آر تومسون (كمدرب) راسل كيه سي جونز هافليتشيك وسام جونز. على الرغم من أن دون نيلسون لعب لأورباخ فقط خلال سنته الأخيرة كمدرب إلا أن تأثيره كان عميقًا: انضم نيلسون لاحقًا إلى أورباخ كواحد من أعظم 10 مدربين في تاريخ الدوري الاميركي للمحترفين. أصبح شارمان وهاينسون شخصين من بين أربعة أشخاص فقط يتم إدخالهم إلى قاعة المشاهير كلاعب ومدرب. قلة من المدربين إن وجدوا يمكنهم مضاهاة سجل أورباخ في الانتصارات والإرشاد الناجح للاعبيه.

### الإدارة (1966-1984)
قبل موسم 1965-66 في الدوري الاميركي للمحترفين أعلن أورباخ أن العام المقبل سيكون آخر عام له كمدرب وقال لبقية الدوري «هذه فرصتك لأخذ آخر فرصة لي.» بعد خسارة المباراة الأولى في نهائيات 1966 أمام ليكرز عين علانية خليفته بيل راسل. فاز فريق سيلتيكس بالبطولة في سبع مباريات ليخرج أورباخ في المقدمة. تولى راسل بعد ذلك منصب مدرب - لاعب وأصبح بذلك أول مدرب أمريكي من أصل أفريقي على الإطلاق في أربع رياضات فرق كبيرة للمحترفين في أمريكا الشمالية. بينما قاد تلميذه فريق سلتيك إلى لقبين إضافيين في عامي 1968 و1969 أعاد أورباخ بناء سلتيك المسنين باختيارات مسودة بارعة من بينها ديف كونز وجو جو وايت بالإضافة إلى بول ويستفال ودون تشاني. مع لاعبه السابق توم هاينسون الذي درب فريق سيلتيكس بقيادة الرجل السادس السابق جون هافليتشيك فاز المجندون الجدد في أورباخ بدوري الأطلسي كل عام من 1972 إلى 1976 وفازوا بلقب الدوري الاميركي للمحترفين في 1974 و 1976. كما تعاقد أورباخ مع المهاجم المخضرم بول سيلاس ونجم الرابطة الأمريكية لكرة السلة السابق تشارلز سكوت.
ومع ذلك لم يستطع أورباخ منع فريق سلتيكس من الانهيار في نهاية السبعينيات. قام بتبادل كل من سيلاس وويستفال لأنهم أرادوا زيادات في الراتب من شأنها أن تجعلهم يكسبون رواتب أعلى من أفضل لاعب في سلتيكس (كوينز) وهو الأمر الذي لم يكن مقبولاً لأورباخ. بينما اعتبرت ويستبال إلى فونيكس سانس مقابل تشارلي سكوت نجاحًا بسبب لقب سلتيك الثالث عشر في عام 1976 اعترف أورباخ لاحقًا بأنه أخطأ في السماح لسيلاس بالرحيل حتى بعد أن توسله كوينز شخصيًا لمنح سيلاس صفقة جديدة. عندما تقاعد هافليتشك في عام 1978 ذهب سيلتيكس 61-103 في موسمين. في صيف عام 1978 بعد الأسوأ في سلسلة من الاشتباكات الخلافية مع العديد من المالكين المختلفين بعد وفاة والتر براون في عام 1964 قفز أورباخ في سيارة أجرة لتقله إلى مطار لوجان حيث كان على متن طائرة متجهة إلى نيويورك للنظر فيها. عرض عقد مربح من مالك شركة نيكس سوني ويربلين. ومع ذلك ناشده سائق سيارة الأجرة بالبقاء مشددًا على مدى حب سكان بوسطن له واعتباره عائلة. بعد فترة وجيزة ترأس مؤتمرًا صحفيًا للفريق وبتبجحًا نموذجيًا قام أورباخ بالنفخ على السيجار الذي يحمل علامته التجارية وقال ببساطة «لن أذهب إلى أي مكان. سنقوم بالتعاقد مع لاري بيرد وسنكون في القمة مرة أخرى». على الرغم من معرفته بأن بيرد وهو لاعب شاب موهوب من ولاية إنديانا غير المعلنة كان لديه سنة من الأهلية الكلية المتبقية فقد صاغ بيرد باعتباره مبتدئًا مؤهلًا في مسودة الدوري الاميركي للمحترفين عام 1978 وانتظر لمدة عام حتى مستقبل المهاجم بيرد وصل وأخيراً وضع جانباً قواعد رواتب فريقه عندما أصبح من الواضح أن اختياراته كانت تدفع لبيرد راتباً مبتدئاً سجل رقماً قياسياً أو شاهده يعيد إدخال مسودة عام 1979. ثم أصبح بيرد صاحب أعلى أجور في فريق سلتيك بصفته مبتدئًا بصفقة تبلغ 650 ألف دولار في السنة. عرف أورباخ أن الطائر اللامع المجتهد سيكون حجر الزاوية لجيل جديد من سلتكس.
في عام 1980 حقق أورباخ انقلابًا كبيرًا آخر أطلق عليه «سرقة القرن». لقد أقنع غولدن ستايت ووريورز بتداوله في المرتبة الثالثة بشكل عام وروبرت باريش في مقابل اختيارين في مسودة الدوري الاميركي للمحترفين عام 1980 : # 1 بشكل عام جو باري كارول و # 13 اختيار ريكي براون. مع الاختيار رقم 3 اختار أورباخ اللاعب الذي أراده أكثر من غيره في المسودة كيفن ماكهيل والذي سيتم تجنيده أيضًا في قاعة المشاهير. في المنطقة الامامية أصبح من أبرشية-مكهيل-بيرد واحدة من أكبر الخطوط الأمامية في تاريخ الدوري الاميركي للمحترفين. استأجر أورباخ المدرب بيل فيتش الذي قاد فريق سيلتيكس بعد تجديده إلى لقب 1981. في عام 1983 عين أورباخ لاعب فريق سيلتيكس السابق كيه سي جونز مدربًا لفريق سيلتيكس. ابتداءً من عام 1984 درب جونز فريق سيلتكس في أربع مباريات متتالية في نهائيات الدوري الاميركي للمحترفين وفاز بالبطولات عامي 1984 و 1986. كان أورباخ بصفته مدربًا جانبيًا بدوام جزئي محلل الألوان في الدوري الاميركي للمحترفين وألعاب كرة السلة الجامعية لرياضة ي بي إس من 1982 إلى 1987.

### الرئاسة (1984-2006)
في عام 1984، بعد أن تخلى عن واجباته الإدارية العامة ليان فولك، ركز أويرباخ على الاستمرار كرئيس ونائب رئيس فريق بوسطن سلتكس لاحقًا. في خطوة مفاجئة بعد فوزه باللقب الخامس عشر، استبدل الحارس الشعبي جيرالد هندرسون، بطل اللعبة الثانية في النهائيات ضد ليكرز، في الجولة الأولى من اختيار سياتل عام 1986. بعد ذلك بعامين، بعد أن هزم فريق سيلتيكس هيوستن في النهائيات لبطولتهم السادسة عشرة، استخدم الاختيار العام الثاني في مسودة عام 1986، وهو الاختيار الذي تم الحصول عليه من سياتل، ليأخذ معجزة الكلية لين بيااس من ماريلاند، والتي يمكن القول إنها الانقلاب الأكثر ذكاءً في أورباخ. مهنة نجمية. مع بقاء نجوم الفريق في أوج عطائهم، بدا أن حامل اللقب مستعد للمنافسة في القمة لسنوات. ومع ذلك، وقعت المأساة بعد يومين فقط، عندما توفي بياس بسبب جرعة زائدة من الكوكايين. بعد عدة سنوات، توفي نجم فريق سيلتيكس ريجي لويس فجأة في عام 1993، ودون أي تعويض في الدوري عن أي من الخسارتين، سقط الفريق في حالة تدهور، ولم يشاهد نهائيات أخرى في حياة أورباخ. في مقابلة، اعترف أورباخ أنه فقد الاهتمام بإدارة الوقت الكبير في أوائل التسعينيات، مفضلاً البقاء في الخلفية والتركيز على هوايته وكرة المضرب وتدخين السيجار المحبوب. ومع ذلك، فقد بقي مع فريق Celtics كرئيس حتى عام 1997، كنائب للرئيس حتى عام 2001، ثم أصبح رئيسًا مرة أخرى، وهو المنصب الذي شغله حتى وفاته، على الرغم من أنه في سنواته الأخيرة، كان ضعيفًا بسبب مشاكل في القلب وغالبًا ما تستخدم كرسيًا متحركًا.

## الحياة الشخصية

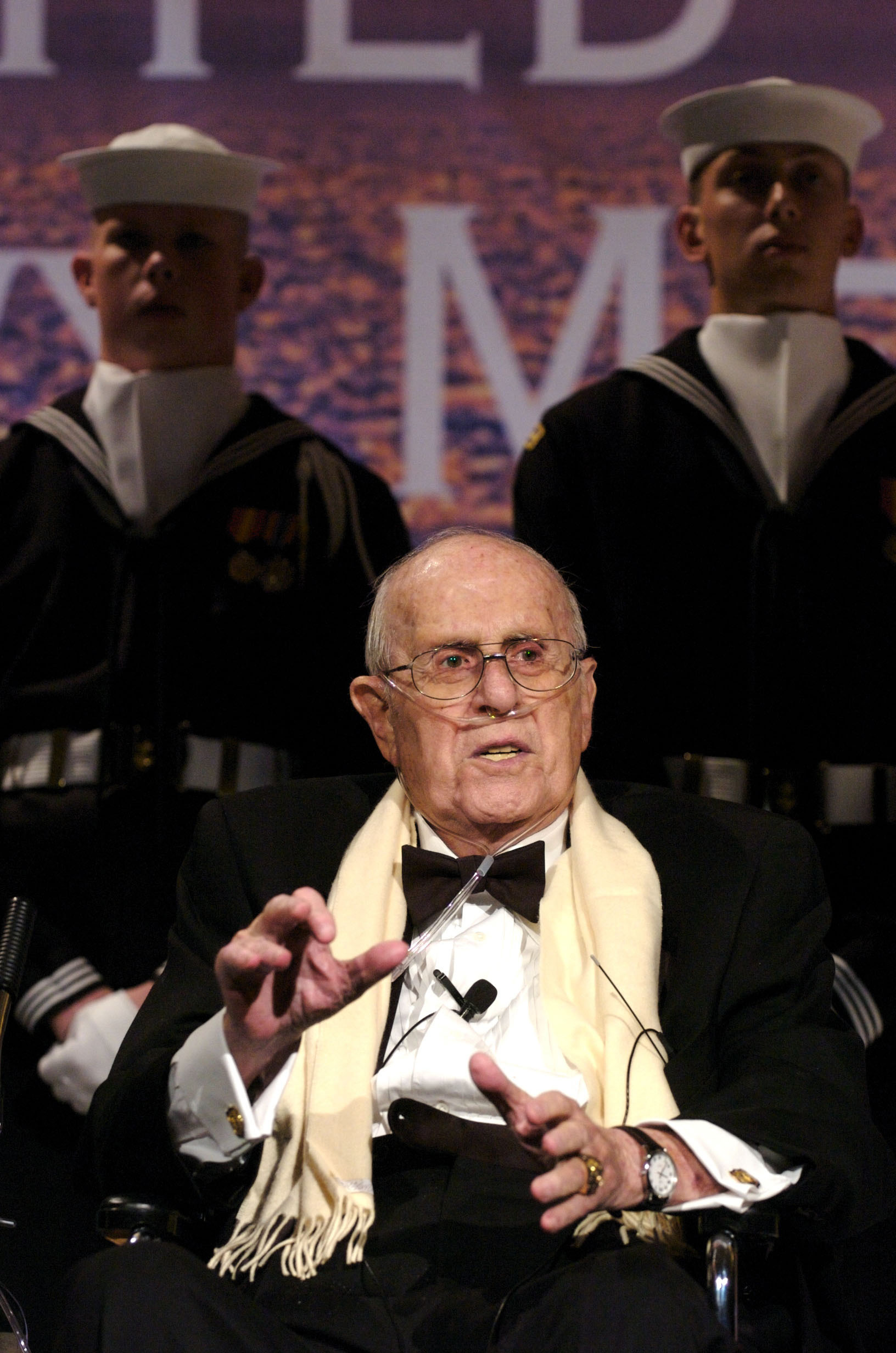
تم تكريم أويرباخ في 25 أكتوبر 2006، قبل أيام قليلة من وفاته، لخدمته في البحرية خلال الحرب العالمية الثانية.

كان أورباخ واحدًا من أربعة أطفال لماري أورباخ المولودة في أمريكا والمهاجر اليهودي الروسي هايمان أورباخ في بروكلين. كان شقيقه زانغ أورباخ، الذي يصغره بأربع سنوات، رسامًا كاريكاتوريًا محترمًا ورسام بورتريه في واشنطن ستار. تزوج من دوروثي لويس في ربيع عام 1941. كان للزوجين ابنتان، نانسي وراندي. كما ساعدوا في تربية جولي ابنة نانسي. عُرف أورباخ بحبه لتدخين السيجار. نظرًا لأن أورباخ جعل سيجار النصر الخاص به عبادة في الستينيات، فإن مطاعم بوسطن غالبًا ما تقول «لا لتدخين السيجار أو الغليون، باستثناء ريد أورباخ». بالإضافة إلى ذلك، كان أويرباخ معروفًا بحبه للطعام الصيني. في مقابلة قبل وفاته بفترة وجيزة، أوضح أنه منذ الخمسينيات من القرن الماضي، كان تناول الطعام الصيني في الخارج هو الغذاء الأكثر ملاءمة: في ذلك الوقت، كانت فرق الدوري الاميركي للمحترفين تسافر على متن رحلات منتظمة وكان جدولها الزمني ضيقًا، لذا تملأ المعدة بطعام أثقل غير صيني. يعني إضاعة الوقت والمخاطرة بدوار السفر. على مر السنين، أصبح أورباخ مغرمًا جدًا بهذا الطعام حتى أنه أصبح مالكًا جزئيًا لمطعم صيني في بوسطن. على الرغم من خضوعه لعملية جراحية في القلب، إلا أنه ظل نشيطًا في الثمانينيات من عمره، حيث كان يلعب كرة المضرب ويظهر بشكل متكرر في الأماكن العامة.
على الرغم من طبيعته الشرسة، كان أورباخ يتمتع بشعبية بين لاعبيه. وأشار إلى أنه في حفل عيد ميلاده الخامس والسبعين، حضر 45 من لاعبيه السابقين؛  وعندما بلغ الثمانين من عمره، ظهر ويلت تشامبرلين ضحيته الدائمة في الستينيات، وهي لفتة يقدرها أورباخ بشدة. في مقابلة مع إي إس بي إن، ذكر أويرباخ أن فريقه الخيالي المكون من كل النجوم سيتألف من بيل راسل - الذي كان في رأي الأول هو اللاعب النهائي لبدء امتياز مع - بالإضافة إلى بوب بيتيت وإلجين بايلور وأوسكار روبرتسون وجيري ويست مع جون هافليتشيك الرجل السادس. وفيما يتعلق بأعظم لاعب كرة سلّة في كل العصور، وكان مرشحا أورباخ راسل، لاري بيرد، ماجيك جونسون، كريم عبد الجبار، مايكل جوردان.

### الوفاة
توفي أورباخ بنوبة قلبية في 28 أكتوبر 2006 عن عمر يناهز 89 عامًا. قال مفوض الدوري الاميركي للمحترفين ديفيد ستيرن، «لن يتم ملء الفراغ الناجم عن وفاته» واللاعبين بيل راسل وكيه سي جونز وجون هافليتشيك ولاري بيرد، بالإضافة إلى معاصرين مثل جيري ويست وبات رايلي وواين إمبري أشادوا بأورباخ عالميًا. واحدة من أعظم الشخصيات في تاريخ الدوري الاميركي للمحترفين. وصرح بيرد قائلاً: «لقد شارك ريد شغفنا باللعبة، والتزامنا بالتميز، ورغبتنا في فعل كل ما يتطلبه الأمر لتحقيق الفوز.» نجا أورباخ من بناته، نانسي، وراندي، وجولي، وأولاد جولي، بيتر، هوب، ونويل. تم دفن أويرباخ في فولز تشيرش، فيرجينيا في حدائق الملك ديفيد التذكارية داخل الحديقة التذكارية الوطنية في 31 أكتوبر 2006. كان من بين الحضور شخصيات بارزة في كرة السلة بيل راسل وكيفن ماكهيل وداني آينج وديفيد ستيرن.
خلال موسم 2006-2007، بثت قناة إن بي إيه تي في وإن بي إيه دوت كوم إعادة تشغيل مقاطع فيديو تعليمية مدتها أربع دقائق من أورباخ تُعرف باسم "Red on Roundball" والتي تم بثها سابقًا خلال إن بي إيه في عروض نهاية الشوط الأول على شبكة سي بي إس في السبعينيات والثمانينيات، وكشهادة على ذلك أهمية في عالم الرياضة في بوسطن، كرم فريق بوسطن ريد سوكس أورباخ في مباراتهم في 20 أبريل 2007 ضد نيويورك يانكيز من خلال ارتداء الزي الأخضر وتعليق لافتات بطولة سلتكس المكررة على «الوحش الأخضر» في فينواي بارك. فازت بوسطن 7-6. قبل المباراة الافتتاحية لموسم بوسطن ضد ويزاردز، تم وضع توقيعه رسميًا على أرضية باركيه بالقرب من المحكمة المركزية، وبالتالي أطلق على الملعب اسم «أرضية باركيه ريد أويرباخ». حضر الحفل ابنته راندي وبعض أساطير سلتيكس. حل التوقيع محل شعار Red أورباخ التذكاري المستخدم خلال موسم 2007.

نصب أويرباخ الأحمر الذي يرتديه فريق سلتكس لموسم الدوري الاميركي للمحترفين 2006-07.

## عالَم الكتابة
كان أورباخ مؤلفًا لسبعة كتب. تمت ترجمة كتابه الأول، كرة السلة للاعب، المشجع والمدرب، إلى سبع لغات وهو كتاب كرة السلة الأكثر مبيعًا في الطباعة. كتابه الثاني، الذي شارك في تأليفه بول سان، كان الفوز بالطريقة الصعبة. كما كتب زوجًا من الكتب مع جوي فيتزيجرالد بعنوان ريد أورباخ: سيرة ذاتية (بالإنجليزية: Red Auerbach: An Autobiography) وريد أويرباخ داخل وخارج الملعب (بالإنجليزية: Red Auerbach On and Off the Court). في أكتوبر 1991 ماجستير إدارة الأعمال: الإدارة من قبل أورباخ تم تأليفه بالاشتراك مع كين دولي. في عام 1994، تمت كتابة فيلم سيينغ ريد مع دان شونسي. في أكتوبر 2004، شارك في تأليف كتابه الأخير، دعني أخبرك قصة، مع الصحفي الرياضي جون فينشتاين.

## الميراث
من بين إنجازات أورباخ خلال مسيرته التدريبية الاحترافية التي استمرت 20 عامًا، كان هناك أحد عشر لقبًا في القسم الشرقي (بما في ذلك تسعة على التوالي من 1957 إلى 1965)، و 11 ظهورًا في النهائيات (بما في ذلك عشر مرات متتالية من 1957 إلى 1966)، وتسع بطولات الدوري الأمريكي لكرة السلة للمحترفين. مع إجمالي 16 حلقة من بطولة إن بي إيه في فترة 29 عامًا (1957–86) كمدرب ومدير عام ورئيس لفريق سلتيك، فإن أورباخ هو أنجح مسؤول فريق في تاريخ إن بي إي. يُنسب إليه الفضل في إنشاء عدة أجيال من فرق بطولة بوسطن سيلتيكس، بما في ذلك أول سلالة سلتكس مع بيل راسل، والتي فازت بثمانية ألقاب متتالية في الدوري الاميركي للمحترفين (1959-1966). كمدير عام لفريق سلتيك، أنشأ فرقًا حائزة على بطولة حول ديف كونز في السبعينيات ولاري بيرد في الثمانينيات.
بالإضافة إلى التدريب، كان أورباخ مرشدًا فعالاً للغاية؛ العديد من اللاعبين الذين دربهم أورباخ أصبحوا هم أنفسهم مدربين ناجحين. فاز بيل راسل بلقبين خلفا لأورباخ، وفاز توم هاينسون بزوج من البطولات كمدرب لسيلتكس في السبعينيات، وقاد كاي سي جونز فريق سيلتيكس إلى لقبين آخرين في الثمانينيات، ودرب بيل شارمان فريق لوس أنجلوس ليكرز على لقبه الأول. 1972. بالإضافة إلى ذلك، حقق الرجل السادس النموذجي دون نيلسون مسيرة تدريبية ناجحة للغاية وانضم إلى معلمه أويرباخ كواحد من أعظم 10 مدربين في تاريخ الدوري الاميركي للمحترفين. خارج الدوري الاميركي للمحترفين، أصبح تلميذ أويرباخ السابق جون طومسون مدربًا جامعيًا ناجحًا للغاية مع جورج تاون هوياس، وقاد الفريق إلى بطولة 1984 وأشرف على اللاعبين من بينهم باتريك إوينج وديكمبي موتومبو وألونزو مورنينج وألين إيفرسون.
طوال فترة تدريبه في بوسطن، عمل أويرباخ في العديد من الأدوار الأخرى بما في ذلك، على سبيل المثال لا الحصر، المدير العام ورئيس الكشافة ومدير شؤون الموظفين ووكيل السفر. في المواسم المبكرة، كان يأخذ فريق Celtics في جولات حول نيو إنجلاند، للترويج لـ NBA الوليدة. في نهاية كل موسم، بغض النظر عن نجاحهم في الملعب، كان يقترب من المالك براون ويسأل، «والتر، هل سيتم تصفية رواتبنا الأخيرة؟» التي سيستجيب لها براون دائمًا بشكل إيجابي، وسوف يفعلون ذلك. على الرغم من ارتباط براون الوثيق مع فريق بوسطن بروينز التابع لهوكي الهوكي الوطني، والذي يمتلك أصحابه أيضًا حديقة بوسطن، فقد تعرض آل سلتكس للامتيازات والأرباح كمستأجرين. خلال هذه الحقبة، عندما لم يفكر معظم مالكي الفرق في لاعبيهم فحسب، بل عاملوا أيضًا لاعبيهم على أنهم ماشية و / أو عبيد، كان الرياضيون من جميع البطولات الرياضية المحترفة الرئيسية الأربعة يقاتلون من أجل حقوقهم والعدالة الاقتصادية. نظرًا لأن أورباخ يمثل إدارة فريق سيلتيكس، فإن أعضاء الفريق المحبطين من رواتبهم لم يكن لديهم سوى الشكوى أو حول دورهم في تشكيل اتحاد اللاعبين. يفسر الصحفي ديفيد هالبرستام هذه الديناميكيات الشخصية على النحو التالي: 
فيما يتعلق بما ورد أعلاه، لم يكن والتر براون ثريًا ؛ أيضًا نظرًا لأن أورباخ كان صعبًا على طاولة المفاوضات كما كان في الملعب التدريبي وفي غرفة تبديل الملابس، فقد كان دائمًا لغرض تحقيق أقصى استفادة من لاعبيه. في صيف عام 1984، وبخوف شديد، وقع أورباخ على مضض على النهائيات السابقة سيدريك ماكسويل لعقد مربح مضمون للبقاء مع سيلتيكس. بعد ذلك، تحققت أسوأ مخاوف أورباخ عندما وصل ماكسويل، وكان ذلك غير لائق، ولأنه يعاني من إصابات مختلفة، قدم مساهمة قليلة حيث خسر الفريق مباراة فاصلة لأول مرة على الإطلاق أمام ليكرز في نهائيات 1985. ربما تكون حقيقتان لاحقتان أكثر صلة بتقييم إرث أورباخ: أولاً، كان قادرًا على استبدال ماكسويل بسان دييغو في مقابل أفضل لاعب سابق بيل والتون، الذي كان مساهماً رئيسياً في فوز الفريق بلقبه السادس عشر في عام 1986، آخر لقب لأورباخ. حياة مهنية. ثانيًا، يستمر احتضان ماكسويل كعضو محبوب في عائلة سيلتيكس، بما في ذلك تقاعد رقمه جنبًا إلى جنب مع عظماء الفريق الأسطوريين.
تكريماً لأورباخ، تقاعد فريق سلتكس من القميص رقم 2 باسم «أوبريخ»، تخليداً لذكرى دوره كثاني أهم سلتيك على الإطلاق، خلف المؤسس والتر براون، الذي تقاعد على شرفه القميص رقم 1 «براون».

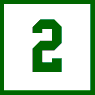
في عام 1985، حجزَ فريق بوسطن سيلتيكس القميص رقم 2 باسم أورباخ.

تم توثيق قصته في السلّة الأولى (بالإنجليزية: The First Basket)، وهو أول وأشمل فيلم وثائقي عن تاريخ اليهود وكرة السلة. هو وارد أيضا كموضوع مقابلة للفيلم.

### التدريب
منذ أيامه الأولى، كان أويرباخ مقتنعًا بأن الفاصل السريع، حيث يستخدم الفريق تمريرة سريعة من المخرج للحراس السريعين الذين يركضون في المنطقة ويسجلون قبل أن يستعيد الخصم موقعه، كان سلاحًا تكتيكيًا قويًا. أثبتت هذه الاستراتيجية الجديدة أنها قاتلة للمعارضة. علاوة على ذلك، نقل أورباخ التركيز بعيدًا عن الجوائز الفردية وغرس عنصر العمل الجماعي في لاعبيه. اخترع أيضًا مفهوم دور اللاعب والرجل السادس، قائلاً: «التكريم الفردي جيد، لكن لم يسبق لأي سلتيك أن يخرج عن طريقه لتحقيقها. لم يكن لدينا مطلقًا أفضل هداف في الدوري. في الواقع، لقد فزنا بسبع بطولات دوري دون أن نضع حتى واحدة بين أفضل 10 هدافي الدوري. فخرنا لم يكن متجذرًا في الإحصاء».
بينما لم يكن أويرباخ معروفًا بنطاقه الترددي التكتيكي، حيث كان يقيد فرقه بسبع مسرحيات فقط، كان معروفًا بحربه النفسية، وغالبًا ما كان يستفز اللاعبين والمسؤولين المنافسين بأحاديث تافهة بلا خجل. بسبب مزاجه الناري، تم طرده في كثير من الأحيان وتلقى غرامات أكثر من أي مدرب آخر في تاريخ الدوري الاميركي للمحترفين. لم يفعل العمر شيئًا لتقليل نيرانه. في عام 1983، بعد طرد النجم لاري بيرد من مباراة ما قبل الموسم ضد فيلادلفيا في الحديقة جنبًا إلى جنب مع لاعب فريق Sixers مارك إيافاروني، اقتحم أورباخ الملعب وبعد أن أخذ الحكام للمهمة، صرخ وجهاً لوجه مع 6 10 "260 رطلاً موسى مالون. فيما يتعلق بفريقه، كان أورباخ أكثر ليونة. قال إيرل لويد، أول لاعب أسود يلعب في الدوري الاميركي للمحترفين: "لقد أقنع ريد أويرباخ لاعبيه بأنه يحبهم [...] لذلك كل ما أرادوا فعله هو إرضائه." 

### طريقة العمل
عُرف أويرباخ باختياره لاعبين يتمتعون بالموهبة والتحفيز، مع تجاهل لون البشرة أو العرق. في عام 1950، صنع تاريخ الدوري الاميركي للمحترفين من خلال صياغة أول لاعب أمريكي من أصل أفريقي في الدوري، تشاك كوبر. أضاف باستمرار لاعبين سود جدد إلى فريقه، بما في ذلك بيل راسل، وتوم ساندرز، وسام جونز، وكي سي جونز، وويلي نولز. في عام 1964، أصبح هؤلاء اللاعبون الخمسة أول أمريكي من أصل أفريقي يبدأ بخمسة لاعبين في الدوري الاميركي للمحترفين. عندما تخلى أورباخ عن التدريب ليصبح المدير العام لسيلتكس في عام 1966، عين بيل راسل خلفًا له. أصبح راسل أول مدرب أسود في الدوري الاميركي للمحترفين، وكان أول مدرب أسود لمنظمة رياضية محترفة منذ فريتز بولارد في عام 1925. وبالمثل، في ثمانينيات القرن الماضي، عندما كان قائد فريق سلتكس، أويرباخ قد أرسل فريقًا جادًا ومجتهدًا سخر منه باعتباره كونها «بيضاء جدا». في حين أن الثمانينيات لم يكن السلتيون، في الواقع، في الغالب أبيض ولا أسود، كان الدوري الاميركي للمحترفين في ذلك الوقت في الغالب من السود. لعب لاعبون من البيض مثل لاري بيرد وكيفن ماكهيل وداني آينج وبيل والتون جنبًا إلى جنب مع تايني أرشيبالد ودينيس جونسون وروبرت باريش وسيدريك ماكسويل ليحققوا ثلاث بطولات أخرى في الثمانينيات تحت قيادة المدربين بيل فيتش (أبيض) وكي سي جونز (أسود).

### جائزة أرنولد «ريد» أورباخ
تكريمًا لأورباخ، ابتكر فريق سلتكس جائزة أرنولد «الحمراء» لأورباخ في عام 2006. إنها جائزة تُمنح سنويًا للاعب أو المدرب السيلتي الحالي الذي «يجسد روح ومعنى سلتيك الحقيقي بشكل أفضل.»

### جائزة أفضل مدرب في الدوري الاميركي للمحترفين
يمنح الدوري الاميركي للمحترفين جائزة أفضل مدرب في العام لتكريم أفضل مدرب في الدوري حسب تصويت لجنة من كتاب الرياضة. تم تسمية الكأس باسم «كأس أويرباخ الأحمر»، ولها صورة لأورباخ جالسًا على مقعد.

## روابط خارجية
- ريد أورباخ على موقع IMDb (الإنجليزية)
- ريد أورباخ على موقع الموسوعة البريطانية (الإنجليزية)
- ريد أورباخ على موقع إن إن دي بي (الإنجليزية)
- ريد أورباخ على موقع قاعدة بيانات الفيلم (الإنجليزية)
- ريد أورباخ على موقع سبورتس رفرنس (الإنجليزية)